# 斯坦利·惠廷厄姆
迈克尔·斯坦利·惠廷厄姆爵士（英語：Sir Michael Stanley Whittingham，1941年12月22日—），英国化学家，锂离子电池发明者。纽约州立大学旗下宾汉顿大学材料研究所和材料科学与工程项目研究所主管。2019年诺贝尔化学奖得主之一。